# Zoologica Scripta
Zoologica Scripta (An International Journal of Systematic Zoology; ISSN 0300-3256) — международный зоологический научный журнал для публикации научных исследований в области систематики животных и смежных наук.

## История
Издаётся на паях Норвежской Академией наук (Norwegian Academy of Science and Letters) и Королевской шведской Академией наук (Royal Swedish Academy of Sciences).
На начало 2010 года было опубликовано 39 томов. Индекс цитирования (импакт фактор) равен 2.494.
Главный редактор Per Sundberg (Department of Zoology, University of Göteborg, PO Box 463, SE-405 30, Göteborg, Sweden)

## Тематика
Журнал публикует эмпирические, теоретические, и методологические статьи, обзоры, комментарии, дебаты и ответы, имеющие отношения к зоологическому разнообразию и систематике в эволюционном контексте. Предпочтение отдаётся исследованиям в областях филогении, биогеографии, молекулярной биологии и палеонтологии.

## ISSN
- ISSN 0300-3256 (print)
- Online ISSN 1463-6409